# Batalla de la Cresta de Verrières
La Batalla de la Cresta de Verrières fue una serie de enfrentamientos bélicos que se desarrollaron como parte de la Batalla de Normandía, en el oeste de Francia, durante la Segunda Guerra Mundial. Los combatientes principales eran dos divisiones de infantería canadienses, con apoyo adicional de la 2.º Brigada Blindada de Canadá, en contra de elementos de tres divisiones alemanas Panzer SS. La batalla fue parte de los intentos británicos y canadienses para salir de Caen, y tuvo lugar del 19 al 25 de julio de 1944, que forma parte tanto de la Operación Atlantic (18-21 de julio) como de la Operación Spring (25-27 de julio).
El objetivo inmediato de los aliados era la Cresta de Verrières, una faja de terreno alto que domina la ruta de Caen a Falaise. La cresta fue tomada por veteranos de batalla alemanes que habían retrocedido de Caen y se habían arraigado para formar una fuerte posición defensiva. En el transcurso de seis días, importantes fuerzas canadienses y británicas realizaron repetidos intentos de captura de la cresta. La adhesión estricta a la doctrina alemana de defensa, así como los fuertes y eficaces contraataques de las formaciones Panzer, dio lugar a numerosas bajas aliadas.
Desde la perspectiva del Primer Ejército Canadiense, la batalla es recordada por sus errores de cálculo táctico y estratégico, la más notable es un ataque muy controvertido por el Regimiento Royal Highland (Black Watch) de Canadá el 25 de julio. Este ataque, considerado como el día más costoso para un batallón canadiense desde 1942, se ha convertido en uno de los eventos más polémicos y críticamente analizados en la historia militar de Canadá.

## Antecedentes

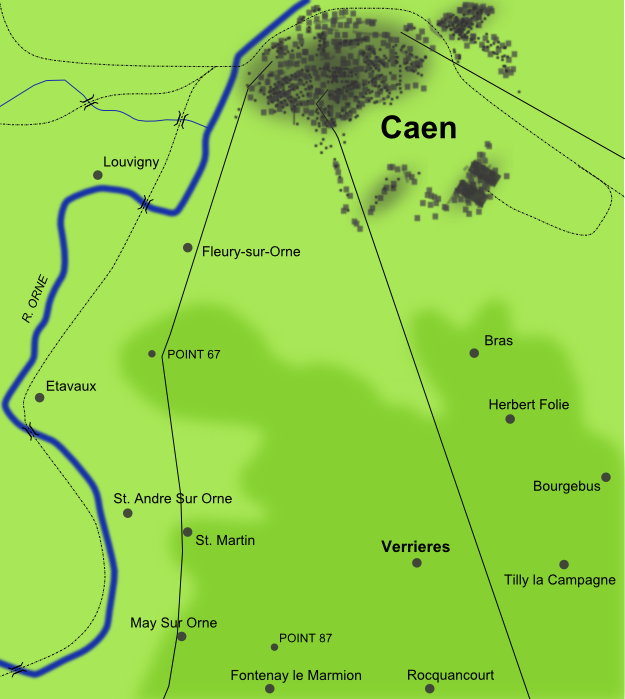
La Cresta de Verrières y sus alrededores

La Cresta de Verrières se encuentra a unos 8 kilómetros (5 millas) al sur de la ciudad de Caen, rodeado de amplias llanuras y dominando el campo formado entre Caen y Falaise. A pesar de ser uno de los objetivos principales del Día D para las fuerzas de la Mancomunidad de Naciones, el empuje de los aliados fue detenido cerca de Caen y las posiciones de guerra se mantuvieron hasta la primera semana de julio. El 11 de julio, la Operación Charnwood tuvo éxito al tomar la parte norte de la ciudad, pero el 1° SS Cuerpo Panzer bajo órdenes de Sepp Dietrich frustró las ambiciones británicas. Una semana después, la Operación Goodwood renovó la ofensiva británica, y Caen cayó finalmente el 19 de julio, aunque en este momento la ciudad había sido en gran parte devastada. El siguiente objetivo anglo-canadiense era la ciudad de Falaise, pero la cresta de Verrières, que estaba en su camino, se encontraba fuertemente defendida por el 1° SS Cuerpo Panzer. Elementos del Segunda Ejército Británico aseguró una parte al lado de la cresta de Bourguébus y logró hacerse un espacio en la cresta de Verrières, pero no pudieron desalojar a los defensores alemanes.

## Fuerzas implicadas
El 2.º Cuerpo canadiense, comandado por el teniente general Guy Simonds, inicialmente asignado a dos divisiones de infantería y una brigada de vehículos blindados para el asalto a las posiciones alemanas alrededor del Verrières. La 3.º División de Infantería de Canadá, tras haber tomado gran número de víctimas durante las primeras seis semanas de la campaña de Normandía, se le dio un papel de apoyo. La responsabilidad de la tarea por lo tanto cayó sobre la relativamente inexperta 2.º División de Infantería de Canadá, junto con los tanques de la 2.º Brigada (de blindados) canadiense. Fuerzas adicionales fueron posteriormente puestos a disposición en forma de tres divisiones del I Cuerpo británico: la 51.ª División (Highland), la División de blindados de Guardia, y la 7.º División Blindada británica. A pesar de tener mayor experiencia en combate que sus contrapartes canadienses, las unidades británicas solo jugaron una parte muy pequeña en la batalla.
Mientras que las fuerzas británicas habían estado luchando en Caen, los elementos del 1.º Cuerpo Panzer bajo órdenes de Sepp Dietrich (parte del Grupo de Ejércitos B del Mariscal de Campo Günther von Kluge) había convertido a la Cresta de Verrières en su principal posición defensiva. Aunque no es particularmente alta, la topografía de la cresta significaba que las fuerzas de avance serían expuestas al fuego de las posiciones alemanas de todo el río Orne, desde la propia cresta, y de la cercana aldea ocupada por los alemanes, Saint-Martin-de-Fontenay. Dos formaciones de gran alcance, la 12.º División Panzer SS y la 1.º División Panzer SS, defendían la cresta con el apoyo de artillería, atrincheradas en tanques Tiger y morteros. Una tercera división, la 9.ª División Panzer SS Hohenstaufen, fue dejada como reserva. El apoyo adicional se disponía de la 272.ª División de Infantería de Granaderos (un grupo compuesto principalmente de combatientes rusos y polacos que se habían planteado en 1943), la 116.ª División Panzer, y un batallón de tanques Tiger.

## Ataque de los Calgary Highlanders
En un seguimiento de la Operación Goodwood el 19 de julio, los Calgary Highlanders intentaron tomar el espolón norte de la Cresta de Verrières, pero el eficaz fuego de mortero alemán limitó su progreso. Los tanques de los Fusileros de Sherbrooke fueron enviados para apoyar al batallón, el cual eliminó varias posiciones de artillería en ambos lados del punto 67. Los Highlanders finalmente lograron atrincherarse, a pesar del fuego de contraataque. Durante las siguientes horas, habían fortalecido su posición, y la 5.º y 6.º Brigada de Infantería Canadiense realizaron repetidos intentos de explotar los logros alcanzados. Sin embargo, al enfrentarse a una defensa alemana tenaz, la infantería menor y los contraataques de los tanques, los canadienses fueron ampliamente repelidos con grandes bajas. Simonds preparó rápidamente una nueva ofensiva para el día siguiente, con el objetivo de capturar tanto el lado oriental del río Orne como las principales pendientes de la cresta de Verrières.

## Operación Atlantic

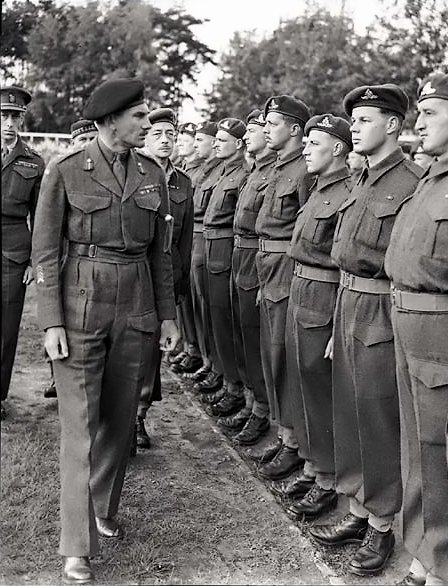
El general Guy Simonds, durante un recorrido de inspección antes del Día D.

El siguiente asalto tuvo lugar el 20 de julio, bajo la égida de la Operación Atlantic. Fue dirigido por el Regimiento Saskatchewan del Sur, con unidades de apoyo de los Cameron Highlanders. En las primeras horas del 20 de julio, los Highlanders aseguraron una posición en Saint-André-sur-Orne, pero fueron rápidamente inmovilizado por un efectiva respuesta de la infantería alemana, así como de vehículos blindados. Al mismo tiempo, el Regimiento Saskatchewan del Sur se trasladó directamente hasta las laderas de la cresta de Verrières, con el apoyo de tanques y los aviones de ataque a tierra Hawker Typhoon. Sin embargo, el ataque canadiense hizo inútil el apoyo aéreo y volvió la tierra en lodo. Los pesados contraataques alemanes por dos divisiones Panzer hicieron retroceder a los Saskatchewans del Sur más allá de sus líneas de apoyo, y su batallón de apoyo, el Essex Scottish, sí fue atacada. El Essex Scottish perdió más de 300 hombres al tratar de detener el avance de la 12.ª SS División Panzer Hitlerjugend, mientras que al oeste con el resto de la I SS Cuerpo Panzer participan las fuerzas británicas en la mayor batalla de blindados de la campaña. Al final del día, los Saskatchewans del Sur tenían 282 bajas, y la cresta todavía estaba en manos de los alemanes.
A pesar de estos reveses, Simonds insistió en que la cresta de Verrières debía de ser tomada, y envió a los Black Watch y a los Calgary Highlanders para estabilizar la situación precaria de los aliados. Los contraataques menores de ambos regimientos el 21 de julio lograron contener las formaciones armadas de Dietrich, y en el momento de la operación fue suspendida, las fuerzas canadienses habían tomado varios puntos de apoyo en la cresta, incluyendo una posición seguro en el punto 67. Sin embargo, cuatro divisiones alemanas todavía mantenían la cumbre en sí. En total, las acciones en torno a la cresta de Verrières, durante la Operación Atlantic representaron más de 1.100 bajas aliadas.

## Operación Spring

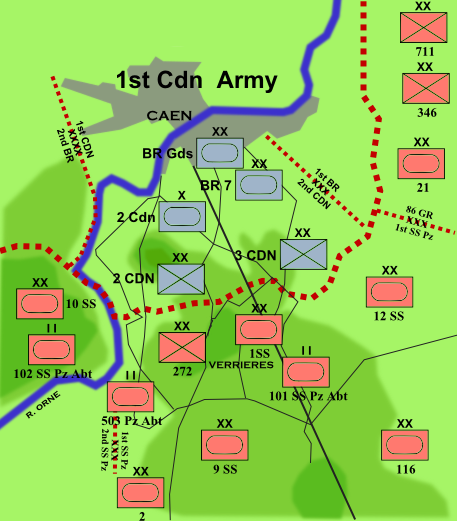
Las líneas de partida de la Operación Spring, que muestra el diseño de las divisiones y batallanes de las fuerzas de ambas partes.

Con la captura de Caen el 19 de julio, una fuga anglo-canadiense se había convertido estratégicamente viable. En el sector estadounidense, el general Omar Bradley, comandante de las fuerzas estadounidenses, había estado planeando su fuga propia, Operación Cobra, y Simonds también comenzó a preparar una nueva ofensiva, con nombre código Operación Spring. La operación fue originalmente concebida por el mariscal de campo Bernard Montgomery como un "ataque de retención", diseñado para detener a las fuerzas alemanas, mientras que la operación Cobra estaba en marcha. Sin embargo, el 22 de julio, al ver que la Operación Atlantic no pudo lograr sus objetivos, Simonds cambió el objetivo de la Operación Spring a una "ofensiva de ruptura". De tomar la Cresta de Verrières, Simonds podría lanzar ataques contra vehículos blindados y de artillería desde su flanco sur con el objetivo de empujar a los alemanes más atrás. Esto abriría el camino Caen-Falaise, y sus dos divisiones de blindados británicos podrían avanzar hacia el sur hasta Falaise.
La Operación Spring fue programada en cuatro fases. Los Calgary Highlanders atacarían la Cresta de Bourguébus y May-sur-Orne para asegurar los flancos del objetivo principal, que iba a ser un movimiento en la Cresta de Verrières por los Black Watch, junto con el apoyo de vehículos blindados de la 7.º División Blindada británica y la 4.º División de blindados canadienses. El plan original de la ofensiva fue propuesto para que se desarrolle el 23 de julio, pero debido al mal tiempo se aplazó la operación durante cuarenta y ocho horas. Aprovechando este descanso, el I SS Cuerpo Panzer reforzó la cresta con unos cuatro batallones adicionales, 480 tanques, y 500 armas de fuego. La inteligencia aliada supo de este refuerzo a través de señales ultra interceptadas, y lo reportó la base de Simonds.

## Ataque de los Black Watch
El 25 de julio, dos días más tarde de lo inicialmente previsto, se puso en marcha la Operación Spring. Los Black Watch estaban previstos a comenzar el ataque alrededor de las 05:30 desde una zona de reunión en St Martin, 6 km al sur de Caen. Sin embargo, los canadienses se toparon con la resistencia alemana pesada en la carretera a St Martin, y no llegaron a su zona de concentración hasta cerca de las 08:00. En ese momento, dos oficiales de alto rango de los Black Watch habían sido abatidos, y el mando cayó sobre el mayor Phil Griffin de 24 años de edad. A las 08:30 se reunieron con el comandante de la 5.º Brigada, el brigadier general W.J. Megilland. A pesar de la no llegada de la mayoría de sus vehículos blindados de apoyo prometido, la decisión que se tomó fue la de proceder al ataque.
A las 09:30, como los regimientos de infantería canadienses avanzaron hasta la cima, eran blanco fácil para los bien afianzados nidos de ametralladoras alemanas y los hoyos de mortero, apoyados por tanques, antitanques de 88 mm y artillería de cohetes Nebelwerfer. Para empeorar las cosas, las comunicaciones de los Black Watch fueron eliminados a pocos minutos del inicio de su asalto. Muy pocos miembros del Regimiento Black Watch  lograron llegar a la cima de la cresta, y aquellos que lo lograron fueron sometidos a un bombardeo más pesado por parte de las fuerzas de contraataque de la 272.ª División de Infantería y el 9.º Grupo de Batalla SS Sterz. De los 325 hombres que dejaron la zona de concentración, 315 de ellos fueron muertos, heridos o capturados. El Black Watch perdió todos sus comandantes de alto rango, incluyendo al mayor Phil Griffin, con dos compañías enteras prácticamente aniquiladas. El 25 de julio fue el día más costoso para un único batallón canadiense desde la Batalla de Dieppe de 1942.

## Consecuencias

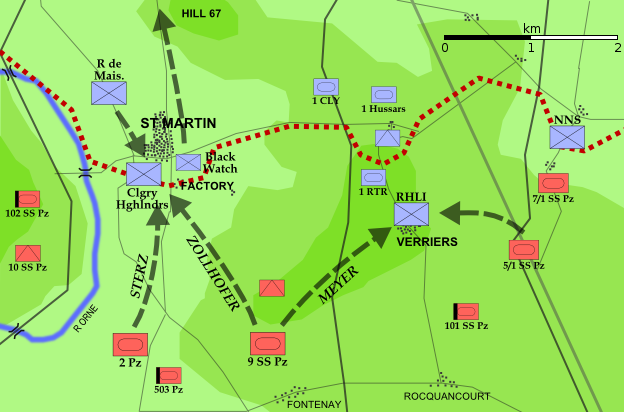
Contraataques alemanes a raíz de la Operación Spring, 25-26 de julio de 1944.

Todos los avances logrados por los Black Watch y los Calgary Highlanders se perdieron durante el contraataque alemán, que causó grandes pérdidas a los Highlanders y a la anteriormente indemne compañía de apoyo de los Black Watch. Los Black Watch tuvieron que ser reformados después de los sucesos de la Cresta de Verrières, después de haber sostenido más muertes que cualquier otro batallón de infantería canadiense desde la desastrosa Batalla de Dieppe.
El área central de la cordillera, cerca de la villa de Verrières, fue en lo posterior tomada por la luego adoptada y mantenida por la Royal Hamilton Light Infantry (en español: "Real Infantería Ligera Hamilton"). El lado este fue tomado también, pero posteriormente se lo perdió, aunque dos brigadas de blindados británicos fueron capaces de conseguir importantes puntos de apoyo cerca de las posiciones de la Hamilton.
El fracaso en la captura de la cresta tuvo poco efecto sobre la posición general de los Aliados, ya que el éxito de la Operación Cobra fue tan abrumadora que los alemanes desviaron recursos importantes, entre ellos dos divisiones Panzer, desde la cresta en su intento de mantener a las fuerzas de Bradley neutralizadas. Con las defensas alemanas debilitadas, los subsecuentes ataques de la Mancomunidad en la cresta tuvieron éxito; la Operación Totalize finalmente logró arrebatarle la posición de sus defensores de la SS el 8 de agosto.

### Bajas
Las cifras específicas de bajas de los aliados para la batalla como un todo nunca se produjeron, pero se puede calcular examinando sus dos operaciones componentes. La cifra aceptada para la Operación Atlantic es de 1.349, con cerca de 300 muertes. Las pérdidas de la Operación Spring fueron unos 500 muertos, con otros 1000 capturados o heridos. A partir de estos datos, los historiadores estiman alrededor de 800 canadienses muertos y 2.000 heridos o capturados. Los canadienses muertos están enterrados en el cementerio militar canadiense de Bretteville-sur-Laize, entre Caen y Falaise.
Tanto el historiador oficial canadiense de la Segunda Guerra Mundial Charles Stacey, y el historiador militar Michael Reynolds, toman en cuenta que las cifras de víctimas alemanas en operaciones individuales son difíciles de determinar; Stacey atribuye a la degradación gradual de la logística de la cadena alemana dejando registros incompletos, y Reynolds añade que algunas unidades a veces informaban sobre pérdidas inexistentes con la esperanza de recibir más refuerzos. Sin embargo, las pérdidas alemanas de la batalla fueron significativamente menores que las sufridas por los canadienses. Según Reynolds, entre el 16 de julio y el 1 de agosto, la 1.º División Panzer SS perdió 1.092 hombres, entre muertos, heridos y capturados, junto con 11 tanques Panzer IV y 10 armas de asalto Sturmgeschütz III, en la lucha en todos sus frentes, incluso en Verrières. En un período similar se estima que el 12.º División Panzer SS solo sufrió 134 bajas. Muchos de los alemanes caídos en batalla están enterrados en el cementerio militar alemán de La Cambe.

## Historiografía y controversia

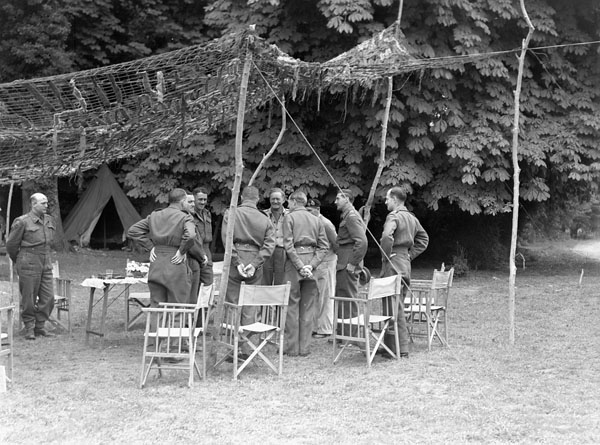
El general Sir Bernard Montgomery (octavo desde la izquierda) hablando con el teniente general Guy Simonds (noveno desde la izquierda) en el cuartel del 2.º Cuerpo Canadiense, en Normandía, Francia, 20 de julio de 1944. Foto por el teniente Donald I. Grant.

La Batalla de la cresta de Verrières, aunque no da importancia particular alguna en la historia militar alemana, se ha ganado la distinción de ser una de las acciones más analizadas del Primer Ejército canadiense. El informe oficial de Simonds sobre la Operación Spring, publicado después de la guerra, culpó de su fracaso a los refuerzos de las líneas alemanas y a la "estratégicamente poco sólida ejecución por parte del mayor Phillip Griffin y de los Black Watch". Sin embargo, documentos recientemente desclasificados muestran que Simonds, junto con varios otros en el alto mando de los aliados, probablemente habían sido notificados el 23 de julio de una reagrupación masiva de alemanes en la cresta. Algunos historiadores, como David O'Keefe y David Bercuson, acusan a Simonds de ser demasiado descuidado con la vida de sus hombres. En contraste, otros como Terry Copp y John A. English sostienen que, dada la cantidad de presión por la cual pasaban todos los comandantes aliados por salir de Normandía, Simonds, probablemente no tuvo otra opción en la decisión que tomó.
La Operación Spring tuvo éxito en su objetivo más definido de un ataque de contención, y ayudó al abrumador éxito de la Operación Cobra por atar poderosas formaciones alemanas que de otro modo pudieron haber estado en el sector estadounidense, lo que impide cualquier investigación inmediata sobre su fracaso. El comandante alemán del sector de Normandía, Günther von Kluge, estaba en el frente canadiense el 25 de julio en lugar de estar en el frente estadounidense, donde se produjo la ruptura final. Sin embargo, la batalla de la cresta Verrières tuvo poco efecto en general sobre los intentos británicos para salir de Caen, así como importantes recursos fueron transferidos al frente estadounidense a raíz de la Operación Cobra para explotar el éxito de Bradley, y la cresta finalmente cayó al avance de los aliados en general.

## Lectura adicional
- Granatstein, Jack L. (2004). The Last Good War. Vancouver: Douglas & McIntyre. ISBN 1-55054-913-8